# Имиграция
| повече от 50% | от 20% до 50% | от 10% до 20% | от 4% до 10% | от 1% до 4% | По-малко от 1% | няма данни |

Имиграция е влизане и заселване в чужда страна. Под имигрант се разбира човек, заселен за постоянно в чужда страна.Туристите и временните работници не се смятат за имигранти. Имиграцията може да бъде вътрешна и външна.
Що се отнася до икономическите ефекти, изследванията показват, че миграцията е от полза както за приемащите, така и за изпращащите страни. Изследванията, с малки изключения, установяват, че имиграцията средно има положителни икономически ефекти върху местното население, но е смесена като резултат относно това дали имиграцията с ниска квалификация влияе неблагоприятно върху местните жители с ниска квалификация

.
Проучванията относно имигрантите показват, че премахването на бариерите пред миграцията би имало дълбоки ефекти върху световния БВП, като прогнозите за печалбите варират между 67 и 147 процентаИкономистите от развитието споделят, че намаляването на бариерите пред трудовата мобилност между развиващите се страни и развитите страни би било един от най-ефективните инструменти за намаляване на бедносттаПоложителната нетна имиграция може да смекчи демографската дилема в застаряващите северни народи по света.
Академичната литература предоставя смесени констатации за връзката между имиграцията и престъпността в световен мащаб, но открива за Съединените щати, че имиграцията или не оказва влияние върху нивото на престъпност, или че намалява престъпността. Проучванията в САЩ показват, че страната на произход има значение за скоростта и дълбочината на асимилация на имигранти, но че има значителна асимилация като цяло както за първо, така и за второ поколение имигранти
Изследванията са открили обширни доказателства за дискриминация срещу родените в чужбина и малцинствата в наказателното правосъдие, бизнеса, икономиката, жилищата, здравеопазването, медиите и политиката в САЩ и Европа

## Емигранти и имигранти
Мигриралите хора се наричат по различен начин:
- емигранти – спрямо напуснатата страна или
- имигранти – спрямо приемащата страна.

## Причини
Най-често срещаните причини са:
- икономически
- политически
- религиозни
- военни
- исторически